# Puccinia leptospora
Puccinia leptospora ist eine Ständerpilzart aus der Ordnung der Rostpilze (Pucciniales). Der Pilz ist ein Endoparasit des Süßgrases Trisetum virletii. Symptome des Befalls durch die Art sind Rostflecken und Pusteln auf den Blattoberflächen der Wirtspflanzen. Sie ist ein Endemit Mexikos.

## Merkmale

### Makroskopische Merkmale
Puccinia leptospora ist mit bloßem Auge nur anhand der auf der Oberfläche des Wirtes hervortretenden Sporenlager zu erkennen. Sie wachsen in Nestern, die als gelbliche bis braune Flecken und Pusteln auf den Blattoberflächen erscheinen.

### Mikroskopische Merkmale
Das Myzel von Puccinia leptospora wächst wie bei allen Puccinia-Arten interzellulär und bildet Saugfäden, die in das Speichergewebe des Wirtes wachsen. Aecien oder Spermogonien der Art sind nicht bekannt, gleiches gilt für die Uredien des Pilzes. Seine farblosen Uredosporen sind 24–29 × 17–20 µm groß und fein stachelwarzig. Die blattunterseitig wachsenden Telien der Art sind schwarzbraun, kompakt und früh unbedeckt. Die haselnussbraunen Teliosporen sind zweizellig, zylindrisch oder keulenförmig-zylindrisch und 85–140 × 15–20 µm groß. An der Spitze besitzen sie fingerähnliche Fortsätze. Ihre Stiele sind gelblich und bis zu 20 µm lang.

## Verbreitung
Das bekannte Verbreitungsgebiet von Puccinia leptospora umfasst lediglich Mexiko.

## Ökologie
Die Wirtspflanze von Puccinia leptospora ist Trisetum virletii. Der Pilz ernährt sich von den im Speichergewebe der Pflanzen vorhandenen Nährstoffen, seine Sporenlager brechen später durch die Blattoberfläche und setzen Sporen frei. Die Art verfügt über einen Entwicklungszyklus, von dem bislang lediglich Telien sowie deren Wirt bekannt sind; Uredien, Spermogonien und Aecien konnten dem Pilz nicht zugeordnet werden.